# 莉萨·阿尔滕堡
莉萨·阿尔滕堡（德語：Lisa Altenburg，1989年9月23日—），旧姓哈恩（Hahn），德国女子曲棍球运动员。她曾代表德国参加2012年、2016年和2020年夏季奥林匹克运动会曲棍球比赛，获得一枚铜牌。